# كين درايفس
كين درايفس (بالإنجليزية: Ken Dreyfuss) هو موجه قوارب ‏ أمريكي، ولد في 8 أكتوبر 1947 في واشنطن العاصمة في الولايات المتحدة.

## وصلات خارجية
- كين درايفس على موقع الاتحاد الدولي للتجديف (الإنجليزية)
- كين درايفس على موقع أوليمبيديا (الإنجليزية)